# Kunimaipa
Le kunimaipa est une langue papoue parlée en Papouasie-Nouvelle-Guinée, dans les provinces centrale et de Morobe.

## Classification
Le kunimaipa fait partie des langues goilalanes qui sont rattachées à une famille hypothétique, les langues trans-Nouvelle Guinée.

## Phonologie
Les  voyelles du kunimaipa sont :

### Voyelles
|           | Antérieure | Postérieure |
| --------- | ---------- | ----------- |
| Fermée    | i [i]      | u [u]       |
| Mi-fermée |            | o [o]       |
| Ouverte   | ɛ [ɛ]      | ɑ [ɑ]       |

#### voyelles murmurées
Certaines voyelles, en fin de mot, sont murmurées et sont écrites, dans ce cas, ë ï, ö, ü.

### Consonnes
Les consonnes du kunimaipa sont :
|            |          | Bilabiales | Alvéolaires | Vélaires |
| ---------- | -------- | ---------- | ----------- | -------- |
| Occlusives | Sourde   | p [p]      | t [t]       | k [k]    |
| Occlusives | Sonore   | b [b]      | d [d]       | g [g]    |
| Fricative  | Sourde   |            | s [s]       |          |
| Fricative  | Sonore   | β [β]      | z [z]       | ɣ [ɣ]    |
| Nasale     | Nasale   | m [m]      | n [n]       | ŋ [ŋ]    |
| Latérale   | Latérale |            | l [l]       |          |
| Roulée     | Roulée   |            | r [r]       |          |

## Écriture
Le kunimaipa s'écrit avec l'alphabet latin.

### Phonèmes
| Caractère     | Caractère | Caractère | Caractère | Caractère | Caractère | Caractère | Caractère | Caractère | Caractère | Caractère | Caractère | Caractère | Caractère | Caractère | Caractère | Caractère | Caractère | Caractère | Caractère | Caractère | Caractère | Caractère | Caractère |
| ------------- | --------- | --------- | --------- | --------- | --------- | --------- | --------- | --------- | --------- | --------- | --------- | --------- | --------- | --------- | --------- | --------- | --------- | --------- | --------- | --------- | --------- | --------- | --------- |
| a             | b         | d         | e         | ë         | g         | h         | i         | ï         | k         | l         | m         | n         | ñ         | o         | ö         | p         | r         | s         | t         | u         | ü         | v         | z         |
| Prononciation |           |           |           |           |           |           |           |           |           |           |           |           |           |           |           |           |           |           |           |           |           |           |           |
| ɑ             | b         | d         | e         | e̥         | g         | ɣ         | i         | i̥         | k         | l         | m         | n         | ŋ         | o         | o̥         | p         | r         | s         | t         | u         | u̥         | β         | z         |

## Sources
- (en) Elaine Geary, 1992, Kunimaipa Organized Phonological Data, manuscrit, Ukarumpa, SIL International.